# Heba Ahmed (haltérophilie)
Pour les articles homonymes, voir Heba Ahmed et Ahmed.
Heba Saleh Mahmoud Ahmed, née le 3 juillet 1996, est une haltérophile égyptienne. 

## Carrière
Aux Jeux africains de 2015 ainsi qu'aux Championnats arabes 2015, Heba Ahmed est médaillée d'or dans la catégorie des moins de 48 kg.
Elle obtient aux Jeux méditerranéens de 2018 la médaille de bronze des moins de 48 kg.
En 2019, elle remporte la médaille d'or des moins de 49 kg aux Championnats d'Afrique et la médaille d'argent des moins de 49 kg aux Jeux africains.